# بابک حمیدیان
بابک حمیدیان (زادهٔ ۱۹ شهریور ۱۳۵۹) بازیگر و تهیه کننده اهل ایران است. حمیدیان فعالیت خود در سینما را با فیلم قدمگاه (۱۳۸۲) آغاز کرد. وی برای نقش‌آفرینی در فیلم‌های رستاخیز (۱۳۹۱) و چ (۱۳۹۲) برنده سیمرغ بلورین بهترین بازیگر نقش مکمل مرد از جشنواره فیلم فجر شد.

## زندگی و حرفه
بابک حمیدیان در ۱۹ شهریور ۱۳۵۹ در تهران متولد شد. حمیدیان فارغ‌التحصیل رشتهٔ نمایش با گرایش طراحی صحنه از دانشگاه آزاد اسلامی است. علاقه حمیدیان به دنیای هنر و پشتیبانی خانواده اش سبب شد تا در انتخاب رشته دانشگاهی اش، در رشته نمایش و گرایش طراحی صحنه مشغول به تحصیل شود. او در سال ۱۳۷۸ با حضور بر روی صحنه تئاتر، اولین نقش آفرینی اش را تجربه کند. اما اولین حضور بابک حمیدیان در عرصه سینما در سال ۱۳۸۲ و فیلم قدمگاه به کارگردانی محمد مهدی عسگرپور بازمی‌گردد. فیلمی که در جشنواره فیلم فجر موفقیت‌های خوبی را تجربه کرد و راه را برای حضور فعال تر بابک حمیدیان در عرصه سینما مهیا کرد.
بابک حمیدیان در سالهای بعد حضور پر رنگی را در عرصه سینما تجربه کرد و موفق شد در نقشهای مکمل آثار مهمی از جمله طبل بزرگ زیر پای چپ و بی‌پولی حضور پیدا کند.
طبل بزرگ زیر پای چپ فیلمی راجع به جنگ ایران و عراق که در گوشه‌ای گره خورده است. فیلم در سال ۱۳۸۳ به کارگردانی کاظم معصومی ساخته شده است. حمیدیان در مسیر پیشرفت خود، تحسین منتقدان را برای بازی در فیلم هیس! دخترها فریاد نمی‌زنند برانگیخت و موفق شد نامزد دریافت جایزه بهترین بازیگر نقش مکمل مرد جشن انجمن منتقدان سینمای ایران در سال ۱۳۹۲ شود.

## جوایز و نامزدی‌ها
| سال  | اثر نامزدشده | دسته                       | نتیجه    |
| ---- | ------------ | -------------------------- | -------- |
| ۱۳۹۲ | چ رستاخیز    | بهترین بازیگر نقش مکمل مرد | برنده    |
| ۱۳۹۶ | سرو زیر آب   | بهترین بازیگر نقش اول مرد  | نامزدشده |

| سال  | اثر نامزدشده        | دسته                       | نتیجه    |
| ---- | ------------------- | -------------------------- | -------- |
| ۱۳۸۴ | طبل بزرگ زیر پای چپ | بهترین بازیگر نقش مکمل مرد | نامزدشده |
| ۱۳۸۷ | ریسمان باز          | بهترین بازیگر نقش مکمل مرد | برنده    |
| ۱۳۸۹ | بی‌پولی              | بهترین بازیگر نقش مکمل مرد | نامزدشده |

| سال  | اثر نامزدشده              | دسته                       | نتیجه    |
| ---- | ------------------------- | -------------------------- | -------- |
| ۱۳۹۲ | هیس! دخترها فریاد نمی‌زنند | بهترین بازیگر نقش مکمل مرد | برنده    |
| ۱۳۹۳ | چ                         | بهترین بازیگر نقش مکمل مرد | برنده    |
| ۱۳۹۸ | مسخره‌باز                  | بهترین بازیگر نقش مکمل مرد | نامزدشده |

| سال  | اثر نامزدشده                | دسته              | نتیجه    | منابع |
| ---- | --------------------------- | ----------------- | -------- | ----- |
| ۱۳۹۳ | هیس! دخترها فریاد نمی‌زنند چ | بهترین بازیگر مرد | برنده    | [ ۷ ] |
| ۱۳۹۴ | استراحت مطلق                | بهترین بازیگر مرد | نامزدشده | [ ۸ ] |
| ۱۳۹۹ | مسخره‌باز                    | بهترین بازیگر مرد | نامزدشده | [ ۹ ] |

| سال  | اثر نامزدشده | دسته                      | نتیجه | منابع  |
| ---- | ------------ | ------------------------- | ----- | ------ |
| ۱۳۹۲ | مکبث و ویتسک | بهترین بازیگر نقش اول مرد | برنده | [ ۱۰ ] |